# Shermar Martina
Shermar Martina est un footballeur international curacien né le 14 avril 1996 à Tilbourg. Il évolue au poste de défenseur au FK Kauno Žalgiris.
Son frère jumeau, Shermaine, joue également au MVV Maastricht et en équipe de Curaçao.

## Carrière

### En sélection
Shermar Martina reçoit sa première sélection en équipe de Curaçao le 23 mars 2018, en amical contre la Bolivie (score : 1-1).